# Kransört
Kransört (Mollugo verticillata) är en kransörtsväxtart som beskrevs av Carl von Linné. Enligt Catalogue of Life ingår Kransört i släktet kransörter och familjen kransörtsväxter, men enligt Dyntaxa är tillhörigheten istället släktet kransörter och familjen kransörtsväxter. Arten förekommer tillfälligt i Sverige, men reproducerar sig inte. Inga underarter finns listade i Catalogue of Life.

## Bildgalleri

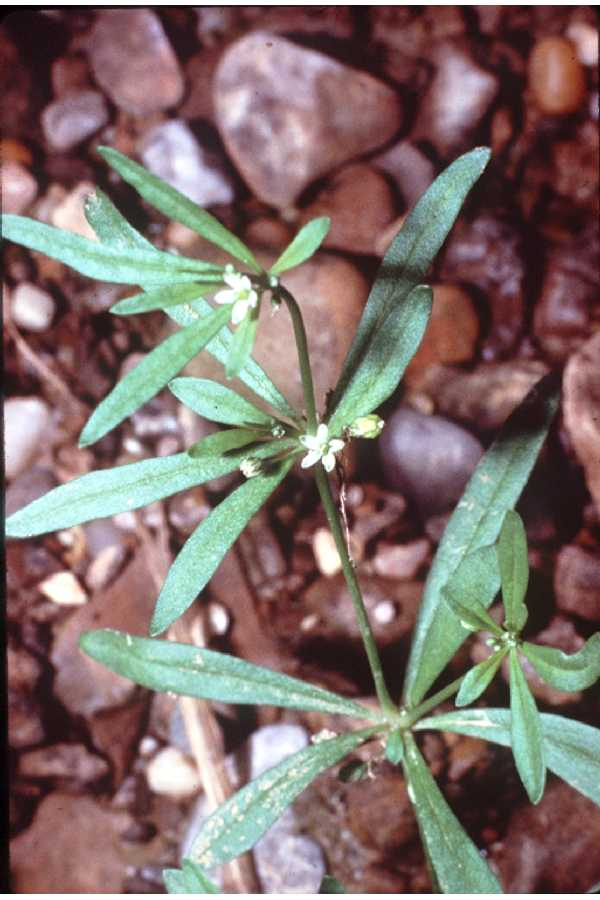
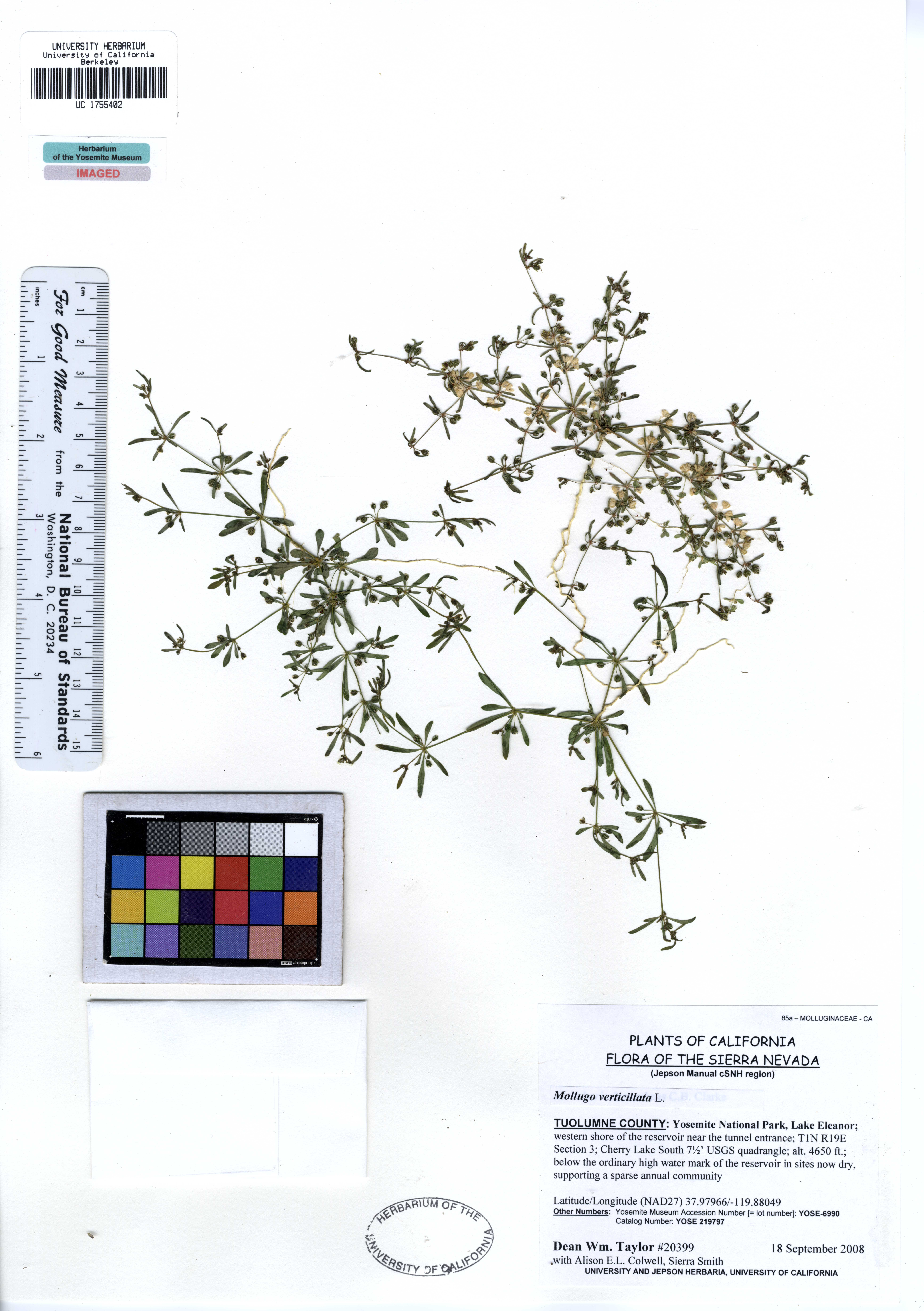